# Nadia Comăneci
Nadia Elena Comaneci (12. studenoga 1961.), rumunjska gimnastičarka, osvajačica pet zlatnih olimpijskih medalja. Prva je gimnastičarka u povijesti koja je na olimpijskom natjecanju osvojila tada najveću moguću ocjenu, 10.

## Početak sportske karijere
Comaneci je počela trenirati gimnastiku sa šest godina u grupi poznatog trenera Béle Károlyija, koji je tih godina pokrenuo gimnastičku školu. Nadia je živjela u neposrednoj blizini pa nije kao većina ostalih polaznika škole morala putovati iz drugih gradova. S devet godina počela je sudjelovati na natjecanjima, a s 10 je već nastupala na međunarodnim natjecanjima.
Prvi veći međunarodni uspjeh postigla je u 13. godini na Europskom prvenstvu 1975. godine, kada je pobijedila u višeboju te svim ostalim pojedinačnim disciplinama osim na tlu, gdje je bila druga. Te je godine već bila proglašena gimnastičarkom godine. Kasnije će naslov europske prvakinje u višeboju osvojiti još dva puta (1977. i 1979.), postavljajući time još jedan rekord.

## Olimpijski uspjesi
U svojoj 14. godini Comaneci postaje zvijezdom Olimpijskih igara u Montrealu 1976. Vježba na dvovisinskom razboju prva je u povijesti OI ocijenjena maksimalnom ocjenom 10, a takav standard ponovila je u još 6 vježbi. Na tim je Igrama ostvarila ukupno 5 medalja, od toga zlata u višeboju, dvovisinskom razboju i gredi, srebro u ekipnom natjecanju te broncu u vježbi na tlu. Time je postala jedna od najmlađih osvajačica olimpijskoga zlata u povijesti.
Na Olimpijskim igrama u Moskvi 1980. ponovno briljira, osvajajući zlato na gredi i tlu (na tlu je podijelila prvo mjesto s Nellie Kim) te još dva srebra: u ekipnom natjecanju i u višeboju.

## Godine nakon natjecanja
Godine 1981. za vrijeme eksibicijske turneje po SAD-u prebjegao je i tražio azil njen trener sa suprugom. Po povratku u Rumunjsku Comaneci je stavljena pod prismotru tadašnjeg Ceauşescuovog režima zbog bojazni da bi i ona mogla prebjeći. Zabranjena su joj putovanja izvan zemlje, te se posvetila odgoju i treningu rumunjskih gimnastičarki.
U studenom 1989. godine, nekoliko tjedana prije revolucije i svrgavanja diktatorskog režima, Comaneci bježi iz Rumunjske s grupom državljana, te traži i dobiva dozvolu za boravištem u SAD.
U SAD-u se bavi promotivnim aktivnostima, reklamira gimnastičke sprave i treninge, radi kao fotomodel. Godine 1994. se zaručuje s gimnastičarom Bart Connerom, kojeg je prvi puta upoznala još 1976. godine, te se nekoliko godina kasnije za njega i udaje. Godine 2001. Comaneci dobiva američko državljanstvo.

## Zanimljivosti
- U njenu čast je jedan element na dvovisinskom razboju dobio njeno ime, comaneci. Taj element je i danas rezerviran samo za najkvalitetnije gimnastičarke, zbog težine izvedbe.
- Tijekom Igara u Montrealu korišten je semafor za prikaz ocjena koji je imao mogućnost prikaza samo jednog cijelog broja i jedne decimale. Kad je Comaneci dobila ocjenu 10.0, ta je ocjena na semaforu bila prikazana kao 1.0. Mlada 14-godišnjakinja je potpuno zbunjena u prvi čas pomislila da je dobila ocjenu 1.0, a ne 10.0, te bila razočarana ocjenom! I sama je izjavila kako je pomislila:"Dobro sam odradila, mogla bih dobiti ocjenu 9.9." Kada je vidjela ocjenu, Nadia je bila vrlo iznenađena. Pogledala je u trenera koji je samo klimnuo glavom i dao joj signal da se ne brine jer je sigurno u pitanju zabuna. Kasnije su osigurani semafori koji mogu prikazati 10.0!